# Вінницький гуманітарно-педагогічний коледж
Вінницький гуманітарно-педагогічний коледж — комунальний заклад вищої освіти у м. Вінниця.
Заклад створений 1979 року під назвою Вінницьке педагогічне училище на базі розформованих Вінницької школи — інтернату та Немирівського педагогічного училища, що працювало у 1931—1979 роках. У відповідності до наказу міністерства освіти № 218 від 20 червня 1997 року Вінницьке педагогічне училище було приєднано до Вінницького державного педагогічного інституту імені Михайла Коцюбинського (з 1998 — університету), а 2004 року відновило діяльність як самостійний навчальний заклад пі сучасною назвою.
Станом на 2020 рік коледж має:
три факультети
- Філологічний
- Дошкільної освіти та музичного мистецтва
- Педагогічний.

10 кафедр
- української філології
- шкільної педагогіки, психології та окремих методик
- германської філології
- теорії та методики музичного виховання
- теорії, фахових методик та технологій дошкільної освіти
- теорії та методики фізичного виховання
- інформатики та інформаційних технологій в освіті
- суспільно-гуманітарних наук
- зарубіжної літератури та основ риторики
- фінансово-економічних дисциплін

студентські мистецькі колективи
- Народна жіноча хорова капела «Соломія» (художній керівник Давидовський Н. А.) — лауреат Міжнародного конкурсу хорового співу імені В. Іжевського (Іллінці, 2019) та лауреат III ступеня VII Фестивалю-конкурсу хорового мистецтва ім. Г. Музическу (Ясси, Румунія, 2019), учасник ініційованих Назарієм Давидовським флешмобів «Щедрик100challendge», «Chervonaruta50challenge»[4][5][6]
- Вокальний ансамбль бакалаврів «MELOS» (керівник Агейкіна-Старченко Т. В.) — Лауреат II ступеня Міжнародного вокально-хорового фестивалю-конкурсу (Чернівці, 2019);
- вокальне тріо «Ажур» (художній керівник Годна І. С.) — лауреат І ступеня XVIII фестивалю колядок та пасторальок (Бензін, Польща, 2012 р.) та лауреат ІІІ ступеня VII Всеукраїнського фестивалю-конкурсу вокалу, хорового співу та інструментальної музики «Галицькі самоцвіти» (Львів, 2019).